# Henry Tresham
Pour les articles homonymes, voir Tresham.
Henry Tresham (c. 1751 – 17 juin 1814) est un peintre britannique d'origine irlandaise, actif à Londres, en Angleterre, à la fin du XVIIIe siècle. Il a passé quelque temps à Rome au début de sa carrière, et a été professeur de peinture à l'Académie Royale de Londres de 1807 à 1809.

## Biographie
Henry Tresham est né vers 1751. Il a reçu son premier enseignement artistique de W. Ennis, élève de Robert West à la Dublin Art School.
Il déménage en Angleterre en 1775, mais passe l'essentiel des quatorze années suivantes à Rome. Il devient l'ami du peintre Britannique Thomas Jones et de l'artiste et marchand, Gavin Hamilton. Comme de nombreux autres artistes à Rome, il a également été marchand d'art, en collaboration avec Gavin Hamilton et Thomas Jenkins, et a négocié des ventes d'antiquités à Frederick Hervey et John Campbell. Il a également agi comme intermédiaire entre Campbell et le sculpteur Antonio Canova : un pastel par Hugh Douglas Hamilton de Antonio Canova dans son studio avec Henry Tresham et un modèle en plâtre de Cupidon et Psyché, montrant une œuvre commandée par Campbell, figure dans la collection du Victoria and Albert Museum, Londres,.
Tresham retourne en grande-Bretagne, en 1788. Sa réputation est acquise principalement grâce à des peintures d'histoire de grande taille, un peu dans le style de celles d'Henry Fuseli. Elles se basent sur ses voyages à Rome.

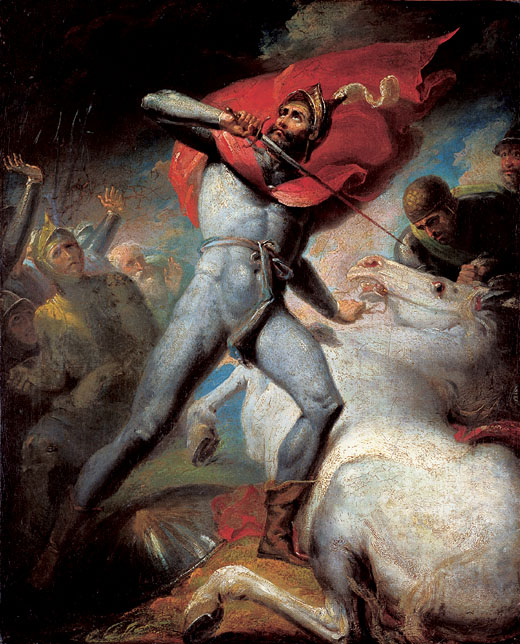
Le Vœu du comte de Warwick avant la bataille de Towton par Henry Tresham (1797).

En 1791, il est élu membre Associé de l'Académie Royale, et devient Académicien en 1799. Peu après, il se trouve au centre d'un différend sur le fonctionnement de l'institution, pour s'être plaint auprès roi de ce que le règlement de l'Instrument of Institution – la constitution de l'Académie – en vertu duquel tous ses membres étaient censés siéger tour à tour à son conseil, n'est pas respecté : au lieu de cela, les postes vacants font l'objet d'un vote. Son appel au monarque est finalement couronné de succès, et la pratique de la rotation des membres du conseil est rétablie.
Il a été professeur de peinture à l'Académie de 1807 à 1809. Il a été impliqué dans quelques-unes des plus grandes entreprises de la peinture d'histoire de la fin du XVIIIe siècle à Londres : l'History Gallery de Robert Bowyer, la Boydell Shakespeare Gallery et la Sainte Bible de Thomas Macklin. Parmi les peintures que l'on conserve de lui, on compte notamment Le Vœu du Comte de Warwick avant la bataille de Towton (Manchester Art Gallery).